# Henry Francis Cary
Pour les articles homonymes, voir Cary.
Cet article possède un paronyme, voir Henry Cary.
Henry Francis Cary, né le 6 décembre 1772 à Gibraltar et mort le 14 août 1844 à Bloomsbury, est un écrivain britannique, célèbre pour sa traduction en vers blanc de la Divine Comédie de Dante (1814).

## Biographie

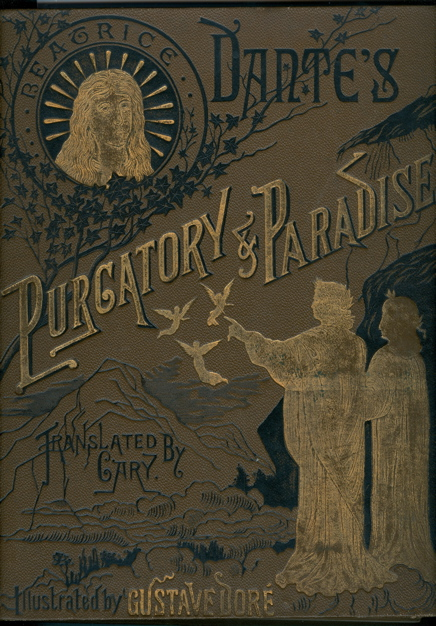
Traduction de Dante, illustrée par Gustave Doré

Né à Gibraltar, il est le fils aîné du capitaine William Cary. Il fait des études à la Rugby School et à la grammar school de Sutton Coldfield et de Birmingham et entre en 1790 à Christ Church (Oxford) où il étudie les littératures françaises et italiennes.
Contribuant régulièrement à The Gentleman's Magazine, il entre dans les ordres en 1797 et devient vicaire de Abbots Bromley puis de Kingsbury (1800).
Installé à Londres en 1808, il devint lecteur à la chapelle Berkeley, puis maître de conférences à Chiswick et curé de la chapelle Savoy.
Nommé assistant-bibliothècaire au British Museum (1826-1837), il meurt en 1844 et est inhumé  dans l'abbaye de Westminster.

## Œuvres
- Vies des anciens poètes anglais, 1846
- Vies des anciens poètes français, publiées dans le London Magazine, 1846

On lui doit aussi des traductions des Odes de Pindare (1834) et des Oiseaux d'Aristophane (1824) ainsi que des éditions de John Milton, Fenimore Cooper, Pope, Young ou James Thomson.